# Meidericher Spielverein Duisburg 2018-2019
Questa voce raccoglie le informazioni riguardanti il Meidericher Spielverein Duisburg  nelle competizioni ufficiali della stagione calcistica 2018-2019.

## Stagione
Nella stagione 2018-2019 il Duisburg, allenato da Torsten Lieberknecht, concluse il campionato di 2. Bundesliga al 18º posto e retrocesse in 3. Liga. In coppa di Germania il Duisburg fu eliminato agli ottavi di finale dal Paderborn.

## Rosa
| N. |                          | Ruolo | Calciatore        |
| -- | ------------------------ | ----- | ----------------- |
| 22 | Germania (bandiera)      | P     | Jonas Brendieck   |
| 27 | Germania (bandiera)      | P     | Daniel Mesenhöler |
| 30 | Germania (bandiera)      | P     | Felix Wiedwald    |
| 5  | Svezia (bandiera)        | D     | Joseph Baffoe     |
| 4  | Germania (bandiera)      | D     | Dustin Bomheuer   |
| 26 | Germania (bandiera)      | D     | Vincent Gembalies |
| 6  | Germania (bandiera)      | D     | Gerrit Nauber     |
| 29 | Germania (bandiera)      | D     | Sebastian Neumann |
| 23 | Germania (bandiera)      | D     | Yanni Regäsel     |
| 8  | Germania (bandiera)      | D     | Migel Schmeling   |
| 2  | Corea del Sud (bandiera) | D     | Seo Young-jae     |
| 7  | Germania (bandiera)      | D     | Andreas Wiegel    |
| 17 | Germania (bandiera)      | D     | Kevin Wolze       |
| 14 | Germania (bandiera)      | C     | Tim Albutat       |

| N. |                        | Ruolo | Calciatore          |
| -- | ---------------------- | ----- | ------------------- |
| 20 | Brasile (bandiera)     | C     | Cauly               |
| 13 | Germania (bandiera)    | C     | Lukas Daschner      |
| 9  | Germania (bandiera)    | C     | Ahmet Engin         |
| 16 | Germania (bandiera)    | C     | Lukas Fröde         |
| 21 | Austria (bandiera)     | C     | Christian Gartner   |
| 36 | Stati Uniti (bandiera) | C     | Joseph-Claude Gyau  |
| 3  | Tunisia (bandiera)     | C     | Enis Hajri          |
| 10 | Germania (bandiera)    | C     | Fabian Schnellhardt |
| 33 | Germania (bandiera)    | C     | Moritz Stoppelkamp  |
| 28 | Norvegia (bandiera)    | A     | Håvard Nielsen      |
| 25 | Germania (bandiera)    | A     | Jan-Niklas Pia      |
| 24 | Ucraina (bandiera)     | A     | Borys Taščy         |
| 15 | Paesi Bassi (bandiera) | A     | John Verhoek        |

## Organigramma societario
Area tecnica
- Allenatore: Torsten Lieberknecht
- Allenatore in seconda: Branimir Bajić, Darius Scholtysik
- Preparatore dei portieri: Sven Beuckert
- Preparatori atletici: Miro Lusic, Andreas Tappe

## Risultati

### 2. Bundesliga

#### Girone di andata
| Arbitro: | Siebert |

|           |           |  |
| Röser 39’ | Marcatori |  |

| Arbitro: | Dingert |

|  |           |                      |
|  | Marcatori | 55’ Sam 64’ Ganvoula |

| Arbitro: | Hartmann |

|                                 |           |  |
| Heller 68’ Dursun 74’ Kempe 86’ | Marcatori |  |

| Arbitro: | Heft |

|  |           |         |
|  | Marcatori | 2’ Mohr |

| Arbitro: | Bacher |

|                      |           |                           |
| Gogia 44’ Hübner 90’ | Marcatori | 77’ Cauly 83’ Sukuta-Pasu |

| Arbitro: | Jöllenbeck |

|           |           |                                |
| Wolze 42’ | Marcatori | 49’ (rig.) Testroet 84’ Kvesić |

| Arbitro: | Schlager |

|                                 |           |                                       |
| Beck 62’ Türpitz 64’ Handke 84’ | Marcatori | 19’ Il'jučenko 66’ Wolze 88’ Daschner |

| Arbitro: | Sather |

|          |           |                                           |
| Gyau 24’ | Marcatori | 11’ Grüttner 13’ Stolze 78’ (rig.) George |

| Arbitro: | Badstübner |

|            |           |                           |
| Hector 35’ | Marcatori | 9’ Cauly 73’ (aut.) Bader |

| Arbitro: | Müller |

|  |           |             |
|  | Marcatori | 84’ Allagui |

| Arbitro: | Siewer |

|           |           |                  |
| Matip 90’ | Marcatori | 79’ (aut.) Matip |

| Arbitro: | Heft |

|                     |           |  |
| Cauly 24’ Taščy 63’ | Marcatori |  |

| Sandhausen 9 novembre 2018, ore 18:30 CET 13ª giornata | Sandhausen | 0 – 0 referto | Duisburg | Hardtwaldstadion (5 534 spett.)\| Arbitro: \| Günsch \| |
| Arbitro:                                               | Günsch     |               |          |                                                         |

| Arbitro: | Steinhaus |

|  |           |           |
|  | Marcatori | 82’ Engin |

| Arbitro: | Badstübner |

|  |           |                                      |
|  | Marcatori | 56’ Schindler 60’, 77’ Serra 89’ Lee |

| Arbitro: | Alt |

|                                                      |           |           |
| Thomalla 35’ Dovedan 47’, 90’ Schnatterer 67’ (rig.) | Marcatori | 69’ Wolze |

| Arbitro: | Dietz |

|            |           |                    |
| Nauber 14’ | Marcatori | 12’ Narey 19’ Hunt |

#### Girone di ritorno
| Arbitro: | Heft |

|           |           |                            |
| Cauly 66’ | Marcatori | 4’ Röser 45’ Atik 53’ Koné |

| Arbitro: | Schlager |

|                       |           |             |
| Zoller 13’ Fabian 21’ | Marcatori | 79’ Nielsen |

| Arbitro: | Siewer |

|                                     |           |                        |
| Wolze 8’ Nielsen 25’ Il'jučenko 59’ | Marcatori | 73’ Bertram 88’ Moritz |

| Arbitro: | Osmers |

|                |           |  |
| Keita-Ruel 86’ | Marcatori |  |

| Arbitro: | Gerach |

|                       |           |                                   |
| Nielsen 45’ Fröde 56’ | Marcatori | 11’ Žulj 64’ Hartel 89’ Andersson |

| Aue 24 febbraio 2019, ore 13:30 CET 23ª giornata | Erzgebirge Aue | 0 – 0 referto | Duisburg | Erzgebirgsstadion (8 100 spett.)\| Arbitro: \| Aytekin \| |
| Arbitro:                                         | Aytekin        |               |          |                                                           |

| Arbitro: | Alt |

|           |           |  |
| Hajri 90’ | Marcatori |  |

| Arbitro: | Jöllenbeck |

|               |           |                  |
| Ghaddioui 39’ | Marcatori | 67’ (rig.) Wolze |

| Amburgo 29 marzo 2019, ore 18:30 CET 27ª giornata | St. Pauli | 0 – 0 referto | Duisburg | Millerntor-Stadion (29 546 spett.)\| Arbitro: \| Dankert \| |
| Arbitro:                                          | Dankert   |               |          |                                                             |

| Arbitro: | Kempter |

|                          |           |                                              |
| Il'jučenko 46’ Wolze 90’ | Marcatori | 31’, 61’ (rig.) Lezcano 89’ Kittel 90’ Pledl |

| Arbitro: | Schlager |

|                                         |           |                                         |
| Stoppelkamp 2’, 71’ Fröde 29’ Wolze 81’ | Marcatori | 24’, 53’ Córdoba 47’ Schaub 54’ Terodde |

| Arbitro: | Badstübner |

|                                                   |           |  |
| Klement 25’ Gueye 42’ Tekpetey 59’ Vasiliadis 79’ | Marcatori |  |

| Arbitro: | Gerach |

|                              |           |                        |
| Nielsen 71’ Wolze 88’ (rig.) | Marcatori | 28’, 62’ (rig.) Wooten |

| Arbitro: | Bacher |

|                          |           |                           |
| Il'jučenko 20’ Wolze 68’ | Marcatori | 7’, 61’ (rig.) Voglsammer |

| Arbitro: | Dietz |

|  |           |                      |
|  | Marcatori | 55’ Gyau 68’ Albutat |

| Arbitro: | Siewer |

|                                           |           |                                                         |
| Stoppelkamp 33’ Bomheuer 51’ Daschner 80’ | Marcatori | 27’ Glatzel 37’ Thomalla 58’ (aut.) Bomheuer 82’ Dorsch |

| Arbitro: | Rohde |

|                                     |           |  |
| Lacroix 15’ Wintzheimer 49’ Arp 64’ | Marcatori |  |

### Coppa di Germania
| Arbitro: | Sather |

|  |           |           |
|  | Marcatori | 24’ Taščy |

| Arbitro: | Aarnink |

|  |           |                                        |
|  | Marcatori | 12’ Verhoek 39’ Schnellhardt 45’ Cauly |

| Arbitro: | Jablonski |

|           |           |                                         |
| Cauly 47’ | Marcatori | 52’ Tekpetey 61’ Pröger 76’ Antwi-Adjei |

## Statistiche

### Statistiche di squadra
| Competizione      | Punti | In casa | In casa | In casa | In casa | In casa | In casa | In trasferta | In trasferta | In trasferta | In trasferta | In trasferta | In trasferta | Totale | Totale | Totale | Totale | Totale | Totale | DR  |
| Competizione      | Punti | G       | V       | N       | P       | Gf      | Gs      | G            | V            | N            | P            | Gf           | Gs           | G      | V      | N      | P      | Gf     | Gs     | DR  |
| ----------------- | ----- | ------- | ------- | ------- | ------- | ------- | ------- | ------------ | ------------ | ------------ | ------------ | ------------ | ------------ | ------ | ------ | ------ | ------ | ------ | ------ | --- |
| 2. Bundesliga     | 28    | 17      | 3       | 3       | 11      | 25      | 39      | 17           | 3            | 7            | 7            | 14           | 26           | 34     | 6      | 10     | 18     | 39     | 65     | -26 |
| Coppa di Germania | -     | 1       | 0       | 0       | 1       | 1       | 3       | 2            | 2            | 0            | 0            | 4            | 0            | 3      | 2      | 0      | 1      | 5      | 3      | +2  |
| Totale            | -     | 18      | 3       | 3       | 12      | 26      | 42      | 19           | 5            | 7            | 7            | 18           | 26           | 37     | 8      | 10     | 19     | 44     | 68     | -24 |

### Andamento in campionato
| Giornata  | 1  | 2  | 3  | 4  | 5  | 6  | 7  | 8  | 9  | 10 | 11 | 12 | 13 | 14 | 15 | 16 | 17 | 18 | 19 | 20 | 21 | 22 | 23 | 24 | 25 | 26 | 27 | 28 | 29 | 30 | 31 | 32 | 33 | 34 |
| --------- | -- | -- | -- | -- | -- | -- | -- | -- | -- | -- | -- | -- | -- | -- | -- | -- | -- | -- | -- | -- | -- | -- | -- | -- | -- | -- | -- | -- | -- | -- | -- | -- | -- | -- |
| Luogo     | T  | C  | T  | C  | T  | C  | T  | C  | T  | C  | T  | C  | T  | T  | C  | T  | C  | C  | T  | C  | T  | C  | T  | C  | T  | T  | C  | C  | T  | C  | C  | T  | C  | T  |
| Risultato | P  | P  | P  | P  | N  | P  | N  | P  | V  | P  | N  | V  | N  | V  | P  | P  | P  | P  | P  | V  | P  | P  | N  | V  | N  | N  | P  | N  | P  | N  | N  | V  | P  | P  |
| Posizione | 13 | 17 | 18 | 18 | 18 | 18 | 18 | 18 | 16 | 17 | 17 | 17 | 16 | 15 | 15 | 15 | 15 | 16 | 18 | 17 | 18 | 18 | 18 | 16 | 16 | 17 | 17 | 17 | 18 | 18 | 18 | 18 | 18 | 18 |

Legenda:

Luogo: C = Casa; T = Trasferta. Risultato: V = Vittoria; N = Pareggio; P = Sconfitta.

### Statistiche dei giocatori
| Giocatore       | 2. Bundesliga | 2. Bundesliga | 2. Bundesliga | 2. Bundesliga | Coppa di Germania | Coppa di Germania | Coppa di Germania | Coppa di Germania | Totale   | Totale | Totale      | Totale     |
| Giocatore       | Presenze      | Reti          | Ammonizioni   | Espulsioni    | Presenze          | Reti              | Ammonizioni       | Espulsioni        | Presenze | Reti   | Ammonizioni | Espulsioni |
| --------------- | ------------- | ------------- | ------------- | ------------- | ----------------- | ----------------- | ----------------- | ----------------- | -------- | ------ | ----------- | ---------- |
| J. Brendieck    | -             | -             | -             | -             | -                 | -                 | -                 | -                 | -        | -      | -           | -          |
| D. Mesenhöler   | 15            | 0             | 0             | 0             | 1                 | 0                 | 0                 | 0                 | 16       | 0      | 0           | 0          |
| F. Wiedwald     | 15            | 0             | 0             | 0             | 1                 | 0                 | 0                 | 0                 | 16       | 0      | 0           | 0          |
| J. Baffoe       | 1             | 0             | 1             | 0             | -                 | -                 | -                 | -                 | 1        | 0      | 1           | 0          |
| D. Bomheuer     | 23            | 1             | 5             | 0             | 3                 | 0                 | 1                 | 0                 | 26       | 1      | 6           | 0          |
| V. Gembalies    | 3             | 0             | 0             | 0             | -                 | -                 | -                 | -                 | 3        | 0      | 0           | 0          |
| G. Nauber       | 30            | 1             | 7             | 0             | 2                 | 0                 | 0                 | 0                 | 32       | 1      | 7           | 0          |
| S. Neumann      | 8             | 0             | 1             | 0             | 1                 | 0                 | 0                 | 0                 | 9        | 0      | 1           | 0          |
| Y. Regäsel      | 5             | 0             | 1             | 0             | 1                 | 0                 | 1                 | 0                 | 6        | 0      | 2           | 0          |
| M. Schmeling    | -             | -             | -             | -             | -                 | -                 | -                 | -                 | -        | -      | -           | -          |
| Y. Seo          | 7             | 0             | 1             | 0             | 1                 | 0                 | 0                 | 0                 | 8        | 0      | 1           | 0          |
| A. Wiegel       | 27            | 0             | 9             | 0             | 2                 | 0                 | 1                 | 0                 | 29       | 0      | 10          | 0          |
| K. Wolze        | 31            | 9             | 10            | 0             | 3                 | 0                 | 1                 | 0                 | 34       | 9      | 11          | 0          |
| T. Albutat      | 16            | 1             | 3             | 1             | -                 | -                 | -                 | -                 | 16       | 1      | 3           | 1          |
| Cauly           | 28            | 4             | 1             | 0             | 3                 | 2                 | 0                 | 0                 | 31       | 6      | 1           | 0          |
| L. Daschner     | 7             | 2             | 0             | 0             | -                 | -                 | -                 | -                 | 7        | 2      | 0           | 0          |
| A. Engin        | 28            | 1             | 2             | 0             | 3                 | 0                 | 1                 | 0                 | 31       | 1      | 3           | 0          |
| L. Fröde        | 25            | 2             | 9             | 1             | 2                 | 0                 | 0                 | 0                 | 27       | 2      | 9           | 1          |
| C. Gartner      | 2             | 0             | 0             | 0             | -                 | -                 | -                 | -                 | 2        | 0      | 0           | 0          |
| J. Gyau         | 20            | 2             | 2             | 0             | -                 | -                 | -                 | -                 | 20       | 2      | 2           | 0          |
| E. Hajri        | 16            | 1             | 4             | 1             | -                 | -                 | -                 | -                 | 16       | 1      | 4           | 1          |
| F. Schnellhardt | 33            | 0             | 9             | 0             | 3                 | 1                 | 0                 | 0                 | 36       | 1      | 9           | 0          |
| M. Stoppelkamp  | 26            | 3             | 4             | 0             | 3                 | 0                 | 0                 | 0                 | 29       | 3      | 4           | 0          |
| H. Nielsen      | 16            | 4             | 0             | 0             | 1                 | 0                 | 0                 | 0                 | 17       | 4      | 0           | 0          |
| J. Pia          | -             | -             | -             | -             | -                 | -                 | -                 | -                 | -        | -      | -           | -          |
| B. Taščy        | 19            | 1             | 3             | 0             | 2                 | 1                 | 0                 | 0                 | 21       | 2      | 3           | 0          |
| J. Verhoek      | 22            | 0             | 8             | 0             | 3                 | 1                 | 0                 | 0                 | 25       | 1      | 8           | 0          |
| D. Davari       | 4             | 0             | 0             | 0             | 1                 | 0                 | 0                 | 0                 | 5        | 0      | 0           | 0          |
| S. Il'jučenko   | 31            | 4             | 8             | 0             | 3                 | 0                 | 0                 | 0                 | 34       | 4      | 8           | 0          |
| R. Sukuta-Pasu  | 14            | 1             | 2             | 0             | 3                 | 0                 | 0                 | 0                 | 17       | 1      | 2           | 0          |